# 師郷記
『師郷記』（もろさとき）とは、室町時代の貴族、中原師郷（1387年-1460年）の日記。原本35巻が国立国会図書館に保管されている。
日記の記述範囲は応永27年（1420年）から長禄2年（1458年）まで及ぶ。日記として残されているものは断片的だが、永享年間（1429年-1440年）までのものは、永享8年（1436年）を除いてほぼ全て残っている。また、嘉吉元年（1441年）から、日記の最後の長禄2年（1458年）までの記述も、永享年間よりは欠落があるが多く書かれている。
著者の中原師郷は、大外記を務めた人物である。彼が認めたこの日記には、大外記の職務である公事や朝儀についての記述が豊富に書かれている。諸々の公家や武家のこの時代における動向についても詳しく記述されているだけでなく、この時代の庶民の生活を調べる上でも有益な史料とみなされている。
正長の土一揆、嘉吉の土一揆、文安の麹騒動に関する記述も豊富な史料である。猿楽、田楽に関する記事も多い。